# Gotthard
Gotthard — швейцарская рок-группа, основанная Стивом Ли и Лео Леони. Все их последние 12 альбомов поднимались до первой строчки швейцарского хит парада, что делает их одной из успешных групп Швейцарии.
Группа Gotthard сформировалась в начале 1989 года. Первоначально она называлась «Krak».

## История группы
Основа нашего творчества — заводной мелодичный хард-рок и мощные баллады, доступные для любого слушателя.
— Лео Леони
С момента релиза дебютного альбома «Gotthard» в 1992 году число проданных во всём мире альбомов группы перевалило за 2 000 000; из них более 1 000 000 — на родине музыкантов. 11 альбомов группы достигли 1-места в хит-параде Швейцарии.
В активе у коллектива:
- 6 платиновых: «Gotthard» (1992), «Dial Hard» (1994), «G.» (1995), «One Team, One Spirit» (2004), «Made in Switzerland» (2006); «Domino Effect» (2007)
- 5 дважды платиновых: «D-Frosted» (1997), «Open» (1998), «One life, One Soul» (2002), «Human Zoo» (2003), «Lipservice» (2005)
- 1 трижды платиновый «Homerun» (2001)

золотой сингл «Heaven»;
- 6 топ-10 синглов.

Юный Стив считал лучшим музыкальным инструментом ударные и всё свободное время проводил у любимого инструмента.

В возрасте 11—12 лет хотел я быть ударником, лучшим ударником разумеется. Итак, косил я всё лето газоны во всей деревне, чтобы заработать 200 Fr, которые нужны мне были, чтобы купить ударную установку.
— Стив Ли
Но до того, как стать музыкантом, Стив получил диплом ювелира и какое-то время работал в Тичино. Но желание быть музыкантом не покидало его, и в 1982 году, когда группа «Cromo» в срочном порядке подыскивала себе ударника, Стив сел за ударную установку. Группа выпустила один диск «Ticino musica vol. 1». В 1985 встретил Стив на фестивале в Ламоне организатора от C.O.O.L Promotion Tiziano Giannini и присоединился к более известной тогда группе «Trouble». Но так как в Америке уже существовала группа с таким названием, название сменили на «Forsale». В 1986 приступила группа к работе над макси-синглом «Even». Пластинка из трёх треков была выпущена на виниле. На треке «Hold on» можно легко узнать неповторимый голос Стива. 

В Forsale я начал как барабанщик, и когда наш певец оставил группу, потому что он был утомлён всеми пустыми обещаниями в этом бизнесе, я должен был петь несколько концертов, и это было более или менее начало моей карьеры, как певца.
— Стив Ли
В 1988 году группа записывает альбом «Stranger In Town» уже в новом формате: Стив Ли — вокал, Нелло Отупацца — клавиши, Лутз Варвитц — бас, Джонни Фрицци — ударные, Мауро Лупацци — гитара. Для записи гитарных партий приглашают Лео Леони, который играл тогда в группе «Gipsy». На сессии этого альбома Стив знакомится с Лео, и, когда в конце года группа «Forsale» распалась, Стив и Лео объединились и основали совместными усилиями группу «Krak».
В начале 1989 года формируется группа «Krak» в составе: Стив Ли — вокал, Лео Леони — гитара, Фабиан Розе-Пешалло — ударные, Роджер Рицци — бас, Франк Ферзино — ритм-гитара.
Концерт следует за концертом по всей Швейцарии, и по звучанию группа уже близка к звучанию Gotthard. Профессионализм «Krak» совершенствуется от концерта к концерту, и группа начинает работать над первым студийным альбомом. Тем временем, Франк Ферзино и Роджер Рицци оставляют группу. Место басиста занимает Марк Линн, который играл до этого в швейцарской группе «China».
В 1990 первоначальное «Krak» сменили на более звучное Gotthard, взятое по имени швейцарского горного массива. Во второй половине года Gotthard заключают договор со звукозаписывающей компанией BMG Ariola. Они получают поддержку Криса фон Рора, и по его предложению в 1991 отправляются в Лос-Анджелес для записи своей первой пластинки. В Америке у Фабиана Розе-Пешалло начались проблемы со здоровьем. Нужно было найти ему замену. Hena Habegger (Хена Хабеггер) как раз окончил школу музыкантов в Америке. Его учителем был Джеймс Коттак, который и порекомендовал его, как превосходного музыканта, и к тому же тоже швейцарца. Хена за 3 дня записал все ударные партии. Годом позже, когда стало ясно, что Фабиан ещё долго не сможет играть, место за ударной установкой занимает Хена Хабеггер как постоянный член коллектива.
В течение считанных недель был записан одноимённый «дебютный альбом», релиз которого состоялся в феврале 1992. Мелодичный, но достаточно жёсткий хард с опорой на блюзовые корни. Вивиан Кэмпбелл принял «гостевое» участие при записи двух песен альбома.

Мы всегда включали кавер-песни в наши альбомы, кроме последних. Это начинается в репетиционной комнате, когда мы играем известные мелодии ради забавы. Некоторые из них звучат настолько хорошо, что мы решаем включить их в следующий студийный альбом. Хотя мы всегда стараемся сделать что-то особенное из той песни. Кроме того это хороший путь, дать возможность молодым людям изучить песни прошлого.
— Стив Ли
В 1998 Gotthard были в турне по Франции вместе с Deep Purple. Дома альбом получил «золотой» статус и продержался в швейцарских чартах 15 недель. Звук на пластинке был максимально приближен к живому, бесхитростным и жаждавшим сценического выплеска. Ясно, что такой материал просто призван был слушаться на открытых площадках и команда двинулась в дорогу, да не куда-нибудь, а в Британию, где отрабатывала на пару с «Magnum» и в Германию с «Victory». В турне в качестве второго гитариста был приглашён Theo Quadri (Тео Куадри). А также клавишник Нейл сопровождал группу в поездке. В родной Швейцарии Gotthard выступают в качестве хэдлайнеров. Летом, на концерте в Цюрихе, группа принимает участие, как спецгости на концерте Брайна Адамса. Кроме того Gotthard приняли участие в ряде европейских рок-фестивалей, нанесли визит в Японию, а также в Foundations Forum в Лос-Анджелесе. В результате MTV заинтересовалось парнями (клипы на «Hush» и «All I Care For»).
1993 год прошёл в гастрольной суете и всяческих номинациях. На «World Music Awards» Gotthard получили премию «The Golden Reel». В середине лета они вновь отправились в Лос-Анджелес в студию «Fortress Records» для записи очередного альбома.
В конце января 1994 вышел «Dial Hard». Продюсировал пластинку Крис фон Рор, а некоторые гитарные партии исполнил Vivian Campbell из Def Leppard. «Dial Hard» подтвердил «генеральную линию» Gotthard на создание компетентного рока, такого притягательного и приятного. Музыка здесь ещё более мелодична и эмоциональна. Дома диск почти мгновенно стал «платиной», а в европейских странах и Японии — «золотом». Такое положение дел привело к тому, что команда могла проводить туры в качестве хэдлайнеров. Gotthard принимают участие в рок-фестивалях по всей Европе, а также на престижном джазовом фестивале в Montreux, в колоссальном фестивале Rock am Ring & Riem. В качестве второго гитариста на этот раз принимает «гостевое» участие Igor Gianola (Игор Джанола). Были сняты клипы на «Montain Mama», «I‘m On My Way», «I‘m Your Travellin‘Man». Группа также принимает участии в популярном телешоу.
В 1995 году команда вновь отправляется в Лос-Анджелес на студию A&M Studios для записи третьего студийного альбома. В 1995 выходит сингл «Father Is That Enough», который после двух недель добрался до верхушки национального хит-парада. Сингл стал также саундтреком к сериалу, который транслировался в Германии, Австрии и немецкоязычной части Швейцарии. Для записи нового альбома на сессионной основе был привлечён Mandy Meyer (Мэнди Мейер) (экс-«Krokus»), который впоследствии приобрёл статус постоянного члена коллектива.
В начале 1996 года состоялся релиз альбома «G». Уже в течение двух недель с момента выпуска диск добрался в верхние строчки хит-парадов Европы. Неплохо пошёл он и в Штатах. На родине альбом опять взял «платиновую» планку и держался на верхней позиции национальных чартов несколько недель. Более того, он попал в топ-50 Германии. Вдохновлённые успехом, Gotthard провели сольный тур по 8 городам Швейцарии и 20 городам Германии, при полных залах. Билеты раскупались задолго до прибытия виновников торжества. В Японии Gotthard также имеют успех. Снимается клип на песню «Sister Moon».
В конце года оперная дива Монсеррат Кабалье предложила Gotthard записать вместе песню для своего диска «Friends for Life».
В начале 1997 года они встретились с Монсеррат в лондонской студии. Для своего диска она выбрала трек «One Life One Soul». В феврале состоялся релиз сингла. Этот сингл несколько недель продержался в швейцарских чартах. В марте музыканты получили награду Prix Walo (Швейцарское Grammy) в категории Best Rockact. Летом Gotthard принимают участие как на традиционных рок-фестивалях, так и на джазовом (Jazz Festival в Монтрё), а также провели собственный фестиваль на открытом воздухе. ТВ-шоу, в одном из которых принимала участие Монсеррат, добавляет группе известности.
После трёх хард-рок альбомов Gotthard хотели записать что-то особенное, используя акустические гитары и т. п. Сначала они провели акустический мини-тур. Это были выступления в маленьких клубах для друзей. Потом было принято решение записать живой акустический альбом. 2 августа при поддержки 10 000 зрителей и тессинского телевидения был записан «D frosted». В концерте также принял участие детский хор под руководством маэстро Theo Bart (Тео Барт), который был также учителем Лео.

У меня есть близкий друг, он учитель, он тоже играет на гитаре, и в своё время учил меня. Стив и Монсеррат. Я спросил его, не смогли бы его ребята спеть эту песню. И мы записали детский хор «живьём», что, по-моему, было неплохой идеей.
— Лео Леони
В концерте также принимала участие Монсеррат Кабалье. Вышедший в сентябре «D-frosted» подтвердил «звёздный» статус команды отныне и навеки. Во всяком случае, в Швейцарии ещё не было столь популярного рок-состава, работающего плодотворно, стабильно и ровно, без стрессов и лихорадочной смены состава. Преобладающая часть альбома состоит из эмоциональных рок-баллад, которые в акустической обработке звучат ещё мягче и более захватывающе. Несколько боевиков, а также 4 новых трека присутствуют на альбоме. «Гостевое» участие на этом альбоме — гитарист Мэнди Майер, Энди Пупато — перкуссии, Г. П. Брёгеманн — рояль, синтезатор и орган и гитарист — виртуоз Вик Вергет. «D-frosted» 5 недель возглавлял швейцарские чарты, а уже в ноябре альбом стал дважды платиновым. В конце октября начался новый большой акустический тур по городам Швейцарии и Германии — 27 аншлаговых концерта. О Gotthard заговорили повсеместно, их гастрольный график расширился географически: в том же 1997 году они побывали во Франции и Италии. Телевидение не оставило группу без внимания, и в декабре они приняли участие в нескольких ТВ-шоу по всей Европе.
1998. В марте музыканты получили награду Prix Walo, а в июне International Musik Awards в Монако. 1998 Летом Gotthard проводят фестивали по Швейцарии и уже в июле начинают работать над очередным пятым альбомом. Успех «D-frosted» в Швейцарии был велик и перед группой встал большой вопрос — каким будет следующий альбом.

Мы хотели делать альбом, который мог бы нравиться как фэнам наших первых дисков, так и фэнам «D-frosted». И, конечно же, мы ни в коем случаи не хотели делать копию одного из наших прежних дисков, чтобы удовлетворить одного или другого болельщика. Мы пытались сделать альбом, который бы понравился большинству наших фэнов.
— Стив Ли
В ноябре состоялся релиз сингла «Let It Rain» — нежная красивая баллада, обладающая к тому же определённой магией. Всякий раз, когда парни начинали исполнять эту песню на фестивалях, с неба начинали капать первые капли дождя. Сингл в этом же месяце достиг Top-10 швейцарских чартов. В ноябре же Gotthard провели тур по Франции с Deep Purple и промотур по Швейцарии и Германии.
В феврале 1999 состоялся релиз альбома «Open».

Что значит ‘Open’? Первое, что нужно сделать, чтобы прослушать альбом, это открыть его. Слово ‘Open’ присутствует везде. Оно также означает широту взглядов, непредубеждённость, оно говорит, что мы хотим побробовать что-то новое, так что открой свой разум и просто послушай.
— Лео Леони
Для записи альбома уже пятёркой «готтардов» в качестве гостевых музыкантов были приглашены: Г. П. Брёгеманн — рояль, синтезатор и орган; Энди Пупато — перкуссии и слайд-гитарист Макс Лёссер. Диск акустически ориентирован и не так тяжёл, как ранние релизы. Общее отношение к альбому осталось положительным. Диск 5 недель возглавлял швейцарские чарты. И Европа вновь впустила песни швейцарцев в свои хиты. В Германии и Австрии — Top 30. В марте альбом стал «платиновым». В марте — апреле Gotthard проводят большой промотур по Швейцарии, Германии, Франции и Голландии, летом принимают участие в рок-фестивалях по всей Европе.
В 2000 году группа начала постройку собственной студии. В ноябре состоялся релиз сингла «Heaven», который сразу же ворвался в швейцарские чарты и уже в этом же месяце достиг 1 места и стал «золотым». К декабрю собственная студия Gotthard почти готова и «готтарды» приступают к работе над 6-м студийным альбомом.
В январе 2001 состоялся релиз «Homerun», который был записан уже в собственной студии. «Homerun» получился тяжелее предшественника. За продюсирование этого альбома взялся Лео Леони. 6 недель диск возглавлял швейцарские чарты, а также стал 14-м в Германии и 10-м в Японии. В июне диск стал трижды платиновым. В июне Gotthard выступают вместе с Bon Jovi на концертах в Цюрихе, Вене и Мюнхене, а в июле вместе с AC/DC в Турине. Было непросто выступать перед фанатами AC/DC, к тому же в Италии, где группа не была достаточно хорошо известна. В декабре Gotthard получили приз «Лучший диск года» в Швейцарии.
2002 год начался с получения награды Prix Walo. В январе отправляются Gotthard в Бангкок для съёмок видеоклипа «Heaven». После итальянского концерта известный дом моды Versace заинтересовался парнями. В костюмах от Versace на бангкокском небоскрёбе проходили съёмки видео, которое было отснято за 1 день.
В январе состоялся релиз альбома лучших баллад «One Life One Soul». На альбом вошли 2 ранее неиздававшихся трека, в том числе кавер-версия Rolling Stones — «Ruby Tuesday». В конце диска имеется запись «Heaven» в исполнении болгарского филармонического оркестра. Эта песня была выбрана европейской ассоциацией по охране памятников старины, в качестве гимна, и записана филармоническим оркестром. В феврале «One Life One Soul» достиг верхушки швейцарских чартов, а в марте стал «платиновым». В феврале этого года также состоялся релиз DVD «More Than Live». На DVD, помимо концерта, записанного во время Homerun Tour, вошли также закулисные съёмки и видеоклип «Heaven».
В октябре начинается работа над следующим студийным альбомом, который как и предшественник был записан в собственной студии. К тому времени группа расстаётся с Chris von Rohr (Крис фон Рор). Продюсером этого диска стал американец Marc Tanner (Марк Таннер), известный по работе с Aerosmith.
В январе 2003 года Gotthard на швейцарском телевидении представили композицию «What I Like» с нового альбома. В конце февраля свет увидел «Human Zoo».

После выпуска «лучшее из баллад» мы чувствовали, что пришло время возвращаться к нашим корням, мы всё ещё рок-группа и хотим следовать этим путём. На «Human Zoo» вы можете слышать и несколько баллад.
— Марк Таннер
На балладу «Have a Little Faith» был снят клип. В марте Gotthard проводят большой тур по городам Германии и Австрии, в мае по Швейцарии, затем — по России. В Санкт-Петербурге Gotthard приняли участие в фестивале, посвящённом 300-летию города, в Москве — в концерте в Кремле. В 2006 году группа вернулась в Россию, отыграв концерты в Москве и в Санкт-Петербурге.

## Гибель Стива Ли
5 октября 2010 года вокалист Стив Ли погиб в автокатастрофе. Инцидент произошёл в 50 милях от Лас-Вегаса, на трассе Interstate 15.. 47-летний вокалист ехал в составе большой группы мотоциклистов, и когда начался дождь, они остановились на аварийной полосе, чтобы надеть дождевики. В этот момент проезжавший по скользкой дороге грузовой автомобиль сбил пять припаркованных мотоциклов, один из которых задел Стива. В течение 20 минут попытки вернуть его к жизни не имели успеха. Около 16:13 по местному времени скорая помощь окончательно констатировала смерть Стива. Среди спутников Ли находились его девушка Бриджит Фосс-Балцарини и басист Gotthard Марк Линн.
Новый вокалист утверждён на место нового участника группы — это швейцарец Ник Мэдер.
К десятилетию со дня смерти Ли музыканты Gotthard подготовили альбом-посвящение «The Eyes of a Tiger: In Memory of Our Unforgotten Friend!», включающий две версии песни «Eye of the Tiger».

## Состав
| Действующий состав     | Действующий состав                          |
| ---------------------- | ------------------------------------------- |
| вокал                  | Ник Мэдер                                   |
| гитара                 | Лео Леони                                   |
| гитара c 2004          | Фредди Шерер                                |
| бас-гитара             | Марк Линн                                   |
| ударные                | Флавио Меццоди (с 2019)                     |
| клавишные              | Николо Фраджиле сессионный клавишник с 2004 |
| Бывшие участники       |                                             |
| вокал c 1990—2010      | Стив Ли                                     |
| гитара c 1996—2004     | Мэнди Майер                                 |
| тур-гитара c 1993—1995 | Игор Джанола                                |
| Ударные 1992-2019      | Хена Хабеггер                               |

## Дискография

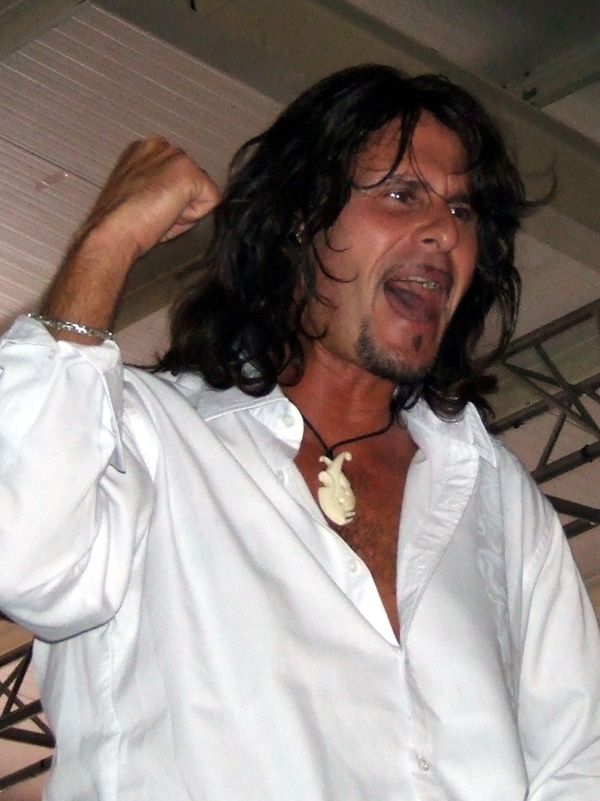
Стив Ли, 2006 год

### Студийные альбомы
- «Gotthard» (1992)
- «Dial Hard» (1994)
- «G.» (1996)
- «Open» (1999)
- «Homerun» (2001)
- «Human Zoo» (2003)
- «Lipservice» (2005)
- «Domino Effect» (2007)
- «Need to Believe» (2009)
- «Heaven - Best Of Ballads. Part 2» (2010)
- «Firebirth» (2012)
- "Bang! "(2014)
- «Silver» (2017)
- «Defrosted 2» (2018)
- «#13» (2020)
- «Steve Lee – The Eyes of a Tiger: In Memory of Our Unforgotten Friend!» (2020)
- «Stereo Crush» (2025)

### Концертные альбомы и сборники
- «The Hamburg Tapes» (1996)
- «D frosted» (1997)
- «One Life One Soul (Best Of Ballads)» (2002)
- «One Team One Spirit (Best of Album)» (2004)
- «Made In Switzerland (Live Album)» (2006)
- «Homegrown — Alive In Lugano» (CD + DVD) (2011)

### Синглы и EP
- 1992: All I Care For
- 1992: Hush
- 1992: Firedance
- 1993: Mountain Mama
- 1994: Travellin' Man
- 1994: I’m On My Way
- 1995: Father Is That Enough
- 1996: One Life One Soul
- 1996: He Ain’t Heavy He’s My Brother
- 1997: Fight For Your Life
- 1997: One Life One Soul (Live)
- 1997: Love Soul Matter
- 1997: Someday
- 1998: Let It Rain
- 1999: Merry X-Mas
- 1999: Blackberry Way
- 1999: You
- 2000: Heaven
- 2000: Homerun
- 2003: What I Like
- 2003: Janie’s Not Alone
- 2003: Have A Little Faith
- 2004: Fire and Ice
- 2004: One Team One Spirit
- 2005: Lift U Up
- 2005: Round And Round
- 2005: Anytime, Anywhere
- 2006: Tu Passion
- 2006: El Traidor
- 2008: Lift U Up
- 2011: The Train
- 2011: Remember It’s Me
- 2012: Starlight
- 2012: Shine
- 2013: Yippie Aye Yay
- 2014: Feel What I Feel
- 2018: Bye Bye Caroline
- 2020: Missteria

### Видео
- 2002: More Than Live (DVD)
- 2006: Made in Switzerland (DVD+CD)